# Liste der Monuments historiques in Villers-Saint-Frambourg-Ognon
Die Liste der Monuments historiques in Villers-Saint-Frambourg-Ognon führt die Monuments historiques in der französischen Gemeinde Villers-Saint-Frambourg-Ognon auf.

## Liste der Bauwerke
| Bezeichnung            | Beschreibung                  | Standort                       | Kennzeichnung | Schutzstatus | Datum | Bild           |
| ---------------------- | ----------------------------- | ------------------------------ | ------------- | ------------ | ----- | -------------- |
| Kirche St-Médard       | Erbaut im 12. Jahrhundert     | Ognon (Lage)                   | PA00114959    | Classé       | 2004  | weitere Bilder |
| Schloss                | Erbaut im 17./18. Jahrhundert | Villers-Saint-Frambourg (Lage) | PA00114982    | Inscrit      | 1990  | weitere Bilder |
| Kirche St-Martin       | Erbaut im 13. Jahrhundert     | Villers-Saint-Frambourg (Lage) | PA00114793    | Inscrit      | 1970  | weitere Bilder |
| Gallo-römischer Tempel |                               | Villers-Saint-Frambourg (Lage) | PA60000072    | Inscrit      | 2007  | weitere Bilder |

## Liste der Objekte
| Bezeichnung              | Beschreibung               | Standort                       | Kennzeichnung | Schutzstatus | Datum | Bild |
| ------------------------ | -------------------------- | ------------------------------ | ------------- | ------------ | ----- | ---- |
| Skulptur Stillende Maria | Kalkstein, 14. Jahrhundert | in der Kirche St-Médard (Lage) | PM60005055    | Classé       | 2015  |      |